# Donatella Moretti
Donatella Moretti (Perugia, 17 settembre 1942) è una cantante e conduttrice radiofonica italiana.

## Biografia
Partecipò quasi per caso al Cantagiro 1962 nel girone B dedicato agli esordienti e ne uscì vittoriosa (ottenendo inoltre il terzo posto nella classifica generale) senza aver ancora inciso il brano in concorso, intitolato L'abbraccio, presentato il successivo 28 ottobre nella trasmissione Incontro con Neil Sedaka, a cui presero parte anche Jimmy Fontana, Gianni Meccia, Rosy e Gianni Morandi.
Fu quindi messa sotto contratto dall'etichetta discografica RCA per la quale incise altri 45 giri e, l'anno seguente, il suo primo album Diario di una sedicenne, un concept album arrangiato da Ennio Morricone e che contiene il suo brano di maggior successo Quando vedrete il mio caro amore.

Donatella Moretti e Loredana Ognibene nel 1963 ai tempi della loro collaborazione

Nel 1964 partecipò al Festival delle Rose 1964 con la canzone Ogni felicità scritta da Loredana Ognibene, autrice dell'intero album Diario di una sedicenne.
Partecipò altre quattro volte al Cantagiro, presentando i brani Cosa fai dei miei vent'anni (1963), La legge dell'amore (1964), Ti vedo uscire (1965, singolo che otterrà anche un Disco d'oro in Spagna) e Chiaro di luna sul mare (1966), mentre nel 1967 prese parte al Festival di Sanremo con il brano Una ragazza, proposto in abbinamento con Bobby Goldsboro ed eliminato dopo la prima serata.
Nel 1971, in occasione del passaggio alla casa discografica King, intraprese una collaborazione con alcuni dei più importanti cantautori italiani che scrissero per lei gran parte dei brani del disco Storia di storie, con le firme di Fabrizio De André, Lucio Battisti, Mogol, Gino Paoli, Umberto Bindi, Giorgio Gaber, Sergio Endrigo, Bruno Lauzi, Sergio Bardotti.
Collaborò in seguito anche con Franco Califano, Franco Battiato, Fred Bongusto, Cristiano Malgioglio, Memo Remigi e Tony Cucchiara incidendo nel 1972 l'LP Conto terzi; nello stesso anno debuttò come conduttrice televisiva (Senza tanti complimenti, incontro con i cantautori registrato alla RAI di Milano e proseguito l'anno successivo dagli studi di Torino con il titolo E tu che ne dici?; sempre dal Centro di Produzione del capoluogo piemontese ella avrebbe poi presentato, nel 1975, Plurale femminile, insieme a Milly.  Partecipò inoltre, con Io per amore, a Canzonissima 1972.
Nel 1977, prodotta da Shel Shapiro, ottenne un buon successo con il brano Piano, inciso sotto lo pseudonimo D.M. System Orchestra.
Durante gli anni ottanta, pur continuando ad incidere dischi, si dedicò soprattutto alla conduzione di programmi Radio Rai (tra cui Mille e una canzone e Carta bianca, quest'ultimo accanto al giornalista sportivo Massimo De Luca).
Ha iniziato a interessarsi anche di canzoni per bambini incidendo nel 2000 l'album Zucchero filato in collaborazione con il maestro Luis Bacalov e Loriana Lana, per poi approdare alla musica sacra, un ambito che tuttora la vede in attività fra dischi e recital.
Il 19 giugno 2020 è tornata a incidere con l'album dal titolo 2020, arrangiato e prodotto da Luigi Piergiovanni e distribuito dalla sua Interbeat, che è stato anticipato dal singolo La cura accompagnato da un videoclip.
Nel dicembre 2021 è uscita una nuova versione del brano Quando vedrete il mio caro amore con un videoclip firmato dal regista Michele Vitiello. Donatella Moretti ha detto del videoclip «Devo dire che Michele è riuscito a mantenere intatti la freschezza e la poesia di questo brano, nello stesso tempo ha aggiunto alla storia, la mia storia fatta di musica e ricordi. È stato emozionante rivederlo».
Settembre 2024 dopo l’anteprima del vidoeclip “Come api” musicato dal maestro Luigi De Angelis, per la regia di Michele Vitiello; anticipa al pubblico il suo nuovo progetto artistico: “Attraversare la vita”.

## Discografia

### 33 giri
- 1963 – Diario di una sedicenne (RCA Italiana, PML 10355)
- 1971 – Storia di storie (King, NLU 62014)
- 1972 – Conto terzi (King, NLU 62016)
- 1974 – In prima persona (King, NLU 62022)
- 1988 – Caleidoscopio (Interbeat, INTL 865)

### CD
- 1988 – Caleidoscopio (Interbeat)
- 1992 – Affetti personali (Interbeat, 4509-90955-2)
- 1995 – Gloria (San Paolo Audiovisivi, CDMS 078)
- 2000 – Zucchero filato (San Paolo Audiovisivi, CDI 073)
- 2001 – Laudes della speranza e dell'amore (San Paolo Audiovisivi)
- 2003 – I grandi successi originali (RCA Italiana; 2 CD) (raccolta)
- 2020 – 2020 (Interbeat, INT 01-20)
- 2023 - Come api (DM edizioni)
- 2024 - Attraversare la vita (DM edizioni)

### 45 giri
- 1962 – L'abbraccio/Se potessi (RCA Italiana, PM 3114)
- 1962 – Fino alla fine/Attento a te (RCA Italiana, PM 3146)
- 1963 – Cosa fai dei miei vent'anni/Un giorno di mare (RCA Italiana, PM 3211)
- 1963 – Quando vedrete il mio caro amore/Matrimonio d'interesse (RCA Italiana, PM 3229)
- 1964 – La legge dell'amore/Non temere(RCA Italiana, PM 3276)
- 1964 – Ogni felicità/Ti chiedo scusa (RCA Italiana, PM 3287)
- 1965 – Ti vedo uscire/Non m'importa più (RCA Italiana, PM 3319)
- 1966 – Chiaro di luna sul mare/Era più di un anno (RCA Italiana, PM 3354)
- 1966 – Se un ragazzo pensa a te/Un bianco domani (Parade, PRC 5011)
- 1967 – Una ragazza/Un amore (Parade, PRC 5024)
- 1967 – Ma piano (per non svegliarti)/Una ragazza (Parade, PRC 5026; il brano sul lato A è cantato da Nico Fidenco)
- 1967 – Qualcosa di più/Pensami (Parade, PRC 5043)
- 1968 – Nella mia stanza/Quando è l'autunno (Parade, PRC 5057)
- 1969 – Il mio amore/Quando non ti conoscevo ancora (Parade, PRC 5074)
- 1969 – Labbra d'amore/Alla stazione non ci vengo più (Parade, PRC 5081)
- 1970 – Quando c'eri tu/Tre giorni dopo (Ellebi records, EB 15001)
- 1970 – Ormai/La nostra primavera (Ellebi records, EB 15002)
- 1971 – Aspetto l'alba e ascolto Bach/Sulla strada che porta al mare (King, NSP 56129)
- 1972 – Io per amore/La ballata del disoccupato (King, NSP 56136)
- 1973 – Io in prima persona/Il re di vetro (King, NSP 56143)
- 1975 – Una danza/Pedine (Joker, M 7295)
- 1977 – Chiacchiere/Vai pure al diavolo (Ghibli)[3]
- 1977 – Piano/...e voglio te (Philips 6025 184)[3]
- 1979 – Che pazzo sei/Vai (Philips)[3]
- 1981 – Cantava la luna/Pensando a te domani (Fontana Records, 6025 273)
- 1982 – Sto con te/Ti scoprirò (Aleph records, AH 28004)
- 1983 – Una piccola canzone/Piano bar (Recordasterix)
- 1986 – Svegliati Africa/Se va come va (Interbeat, INT 866)
- 1987 – Quasi quasi/Sarà un'altra sera (Magnum)